# Eublemma bipartita
Eublemma bipartita là một loài bướm đêm trong họ Erebidae.